# 旭市コミュニティバス
旭市コミュニティバス（あさひしコミュニティバス）は、千葉県旭市のコミュニティバス。京成バス千葉イースト銚子営業所が受託している。12月29日から1月3日までを除き毎日運行されている。

## 現行路線

### 東西線
- 防衛庁入口 - 上永井集落センター - 玉崎神社 - 保健・福祉センター - 三川小学校 - 飯岡駅 - 道の駅季楽里あさひ - 旭中央病院 - 旭農高 - 旭駅 - 旭市役所 - 九十九里団地 - 東総工高南 - 干潟駅
- 飯岡灯台 - 上永井集落センター - 玉崎神社 - 保健・福祉センター - 三川小学校 - 飯岡駅 - 道の駅季楽里あさひ - 旭中央病院 - 旭農高 - 旭駅 - 旭市役所 - 九十九里団地 - 東総工高南 - 干潟駅

### 旭南ルート
- 旭駅 - 旭市役所 - 九十九里団地 - 東総工高南 - 干潟駅 - 井戸野並木 - 神宮寺浜 - 中谷里浜 - 椎名内仲町 - 旭市役所 - 旭駅 - 旭農高 - 旭中央病院 - 道の駅季楽里あさひ
  - →方向が左回り（午前）、←方向が右回り（午後）

### 海上ルート
- 旭中央病院 - 旭農高 - 旭駅東 - 江ヶ崎 - 海上公民館 - 岩井不動下 - 幾世集会所南 - 松ヶ谷仲瀬古 - 岩井
- 旭中央病院 - 旭農高 - 旭駅東 - 江ヶ崎 - 海上公民館 - 倉橋駅

### 干潟ルート
- 旭中央病院 - 旭農高 - 旭駅東 - 江ヶ崎 - 萬歳 - 大原幽学記念館入口 - ひかた市民センター - 湯木坂上 - 米込 - 干潟駅

## 2020年3月までの運行路線

### 旭地区ルート

#### 旭地区循環
- 旭中央病院 - 旭駅 - 中谷里大城内 - 椎名内仲町 - 神宮寺浜 - 井戸野並木 - 香取住宅 - 干潟駅 - 九十九里団地 - 市役所 - 旭駅 - 旭中央病院

→方向が右回り、←方向が左回り。

### 海上地区ルート

#### 海上地区循環
- 旭中央病院 - 飯岡駅 - 海上支所 - 岩井不動下 - 幾世 - 松ケ谷新田 - 岩井不動下 - 海上支所 - 飯岡駅 - 旭中央病院

→方向が右回り（昼夕運転）、←方向が左回り（朝運転）。

### 飯岡地区ルート

#### 塙・上永井・旭中央病院線
- 旭中央病院 - 飯岡駅 - 三川小学校 - 飯岡支所入口 - 玉崎神社 - 上永井集落センター - 防衛庁入口

→方向は夕運転、←方向は朝運転。

#### 飯岡地区循環
- 旭中央病院 → 飯岡駅 → 三川浜区民館 → 保健・福祉センター → 下永井海岸 → 玉崎神社 → 飯岡支所入口 → 三川小学校 → 飯岡駅 → 旭中央病院
- 保健・福祉センター → 防衛庁入口 → 玉崎神社 → 飯岡支所入口 → 三川小学校 → 三川浜区民館 → 保健・福祉センター

### 干潟地区ルート

#### 干潟地区循環
- 旭中央病院 - 旭駅 - 市役所 - 九十九里団地 - 干潟駅 - 米込 - 湯木坂上 - 干潟支所 - 萬歳 - 旭駅東 - 旭中央病院

→方向が右回り、←方向が左回り。

## 運賃
- 中学生以上：200円
- 小学生、75歳以上、運転免許返納者、障害者：100円
- 未就学児は無料。

## 車両
- 日野・ポンチョ[1]
- 日野・リエッセ2(南ルート・東西線の一部)

かつては、飯岡地区ルートにて三菱ふそう・エアロミディMJや三菱ふそう・ローザが使用されていた。